# Croatia Open Umag 2025
Croatia Open Umag 2025 — тенісний турнір, що проходив на ґрунтових кортах у місті Умаг, Хорватія з 21 до 27 липня . Належав до категорії ATP 250, був турніром серії Відкритий чемпіонат Хорватії з тенісу 2025 року.

## Фінальна частина

### Одиночний розряд
Лук'яно Дардері —  Карлос Табернер 6–3, 6–3

### Парний розряд
Ромен Арнеодо /  Мануель Гінар —  Patrik Trhac /  Маркус Вілліс 7–5, 7–6(7–2)